# Josh Kopelman
Josh Kopelman (Great Neck, 1972) è un imprenditore e filantropo statunitense di origine ebraica.
È noto principalmente per essere stato il fondatore di Half.com, che nel 2000 ha ceduto a eBay, e di First Round Capital, una società di investimento in venture capital, specializzata nel seed capital.

## Biografia
Figlio di Carol e del Dr. Richard Kopelman, proveniva da una famiglia di origine ebraica il cui padre era docente al Baruch College di Manhattan, mentre la madre era un agente immobiliare. Nel 1993, si laureò alla Wharton School dell'Università della Pennsylvania.
Quando frequentava ancora il secondo anno, nel '92, fondò la Infonautics Corporation a Wayne, in Pennsylvania. Quattro anni più tardi, la Infonautics divenne una public company quotata al NASDAQ di New York e Kopelman lasciò la compagnia per fondare il sito di commercio elettronico Half.com.
Dopo la cessione di quest'ultimo a eBay, rimase con la casa madre per altri tre anni, finché nel 2004 creò TurnTide, una società hi-tech nata in seno all'ePrivacy Group e avente a Conshohocken. TurnTide collegò gli algoritmi di rilevazione dello spam al livello dei protocolli di rete, realizzando il primo router antispam al mondo. In seguito, fu incorporata da Symantec.
Nel 2007, ha coniato e contribuito a diffondere l'espressione Web implicit in relazione al Web semantico.
Nel corso degli anni, ha ottenuto negli Stati Uniti il deposito legale di sedici brevetti relativi alla tecnologia per Internet. La rivista Newsweek lo ha nominato come uno dei dieci migliori business angel degli Stati Uniti, Business 2.0 lo ha menzionato nella Tech's New Kingmakers, mentre Fortune lo ha inserito nella Rising VC Star. Nel 2011, ha vinto anche il nastro per un secondo posto alla gara di Nantucket Watermelon Eating.

Nel 2018, è stato classificato terzo nella lista mondiale del New York Times per i migliori capitalisti di impresa, e dal 2011 si è costantemente classificato nelle prime venti posizioni della Lista Midas di Forbes per i primi cento più importanti investitori nel settore tecnologico (#18 nel 2011, #6 nel 2012, #12 nel 2013, #11 nel 2014, #4 nel 2015, #6 nel 2016, #35 nel 2017, #19 nel 2018, #39 nel 2019 e #79 nel 2020).
Amministratore delegato di First Round Capital, ha ricoperto il ruolo di investitore, direttore e consulente delle seguenti aziende software o attive su Internet.

## Vita personale
Nel 1995, Kopelman ha sposato l'avvocato Rena Cohen a Great Neck, nello Stato di New York. Nel 2001, Josh e sua moglie hanno creato la Kopelman Foundation, un'organizzazione filantropica senza scopo di lucro che fornisce sovvenzioni a supporto delle start-up create dagli imprenditori sociali.
Nel 2002, la Fondazione Kopelman ha finanziato un progetto per digitalizzare e ospitare online il testo completo dell'Enciclopedia ebraica. Nel 2016, Josh è stato eletto Presidente del Consiglio di amministrazione di Philadelphia Media Network, la società che gestisce le riviste Philadelphia Inquirer, Philadelphia Daily News e il loro portale web Philly.com.